# Bočkovo
Bočkovo je naselje v Občini Bloke.